# Parti de l'unité nationale (Chypre du Nord)
Pour les articles homonymes, voir Parti de l'unité nationale.
Le Parti de l'unité nationale (en turc : Ulusal Birlik Partisi, abrégé en UBP) est un parti politique de Chypre du Nord de type conservateur, nationaliste et libéral, fondé par Rauf Denktaş le 1er octobre 1975. Ce parti est resté au pouvoir à Chypre du Nord de sa création jusqu'aux élections de 2003, à l'exception de la période entre 1994 et 1996. Il a demandé à adhérer au parti ELDR, qui vise à rassembler les partis libéraux au niveau européen.
L'unité nationale de son nom est celle entre Chypre du Nord et la Turquie.
Depuis avril 2017 le parti est membre du Parti des conservateurs et réformistes européens.

## Leaders du parti
- Rauf Denktaş (11 octobre 1975 - 3 juillet 1976)
- Nejat Konuk (3 juillet 1976 - 2 mars 1978)
- Osman Örek (18 avril 1978 - 7 janvier 1979)
- Mustafa Çağatay (7 janvier 1979 - 30 novembre 1983)
- Derviş Eroğlu (18 décembre 1983 - 11 février 2006)
- Hüseyin Özgürgün (11 février 2006 - 16 décembre 2006)
- Tahsin Ertuğruloğlu (16 décembre 2006 - 29 novembre 2008)
- Derviş Eroğlu (29 novembre 2008 - 23 avril 2010)
- İrsen Küçük (9 mai 2010 - 11 juin 2013)
- Hüseyin Özgürgün (31 août 2013 – 30 octobre 2018)
- Ersin Tatar (30 octobre 2018 - 23 octobre 2020)
- Ersan Saner (20 décembre 2020 - 31 octobre 2021)
- Faiz Sucuoğlu (depuis le 31 octobre 2021)

## Résultats électoraux
| Élection | Voix      | Voix | Voix     | Sièges  | Sièges | Gouvernement     | Notes                |
| Élection | #         | %    | Position | #       | ±      | Gouvernement     | Notes                |
| -------- | --------- | ---- | -------- | ------- | ------ | ---------------- | -------------------- |
| 1976     | 408,380   | 53.8 | 1er      | 30 / 40 | Nv     | Gouvernement     |                      |
| 1981     | 431,732   | 42.5 | 1er      | 18 / 40 | 12     | Gouvernement     |                      |
| 1985     | 546,582   | 36.8 | 1er      | 24 / 50 | 6      | Gouvernement     |                      |
| 1990     | 954,592   | 54.7 | 1er      | 34 / 50 | 10     | Gouvernement     |                      |
| 1993     | 535,316   | 29.8 | 1er      | 16 / 50 | 18     | Opposition       | Gouvernement en 1996 |
| 1998     | 440,626   | 40.3 | 1er      | 24 / 50 | 8      | UBP–DP coalition |                      |
| 2003     | 439,249   | 32.9 | 2e       | 18 / 50 | 6      | Opposition       |                      |
| 2005     | 410,813   | 31.7 | 2e       | 19 / 50 | 1      | Opposition       |                      |
| 2009     | 622,804   | 44.1 | 1er      | 26 / 50 | 7      | Gouvernement     |                      |
| 2013     | 339,864   | 27.3 | 2e       | 14 / 50 | 12     | Opposition       | Gouvernement en 2016 |
| 2018     | 1,907,030 | 35.6 | 1er      | 21 / 50 | 7      | Gouvernement     | Gouvernement en 2019 |
| 2022     | 1,971,400 | 39.5 | 1er      | 24 / 50 | 3      | Gouvernement     |                      |